# Zelomorpha guptai
Zelomorpha guptai är en stekelart som beskrevs av Kurhade och Nikam 1994. Zelomorpha guptai ingår i släktet Zelomorpha och familjen bracksteklar. Inga underarter finns listade i Catalogue of Life.